# NGC 409
NGC 409 este o galaxie eliptică situată în constelația Sculptorul. A fost descoperită în 29 noiembrie 1837 de către John Herschel.